# Beraba piriana
Beraba piriana é uma espécie de cerambicídeo, com ocorrência na Colômbia e Panamá.

## Taxonomia
Em 1997, a espécie foi descrita por Martins, com base num holótipo fêmea encontrado em Santa Marta, no departamento colombiano de Magdalena.

## Biologia
Apresentam um tamanho de 14,5 mm de comprimento, com atividade durante o período de abril a junho.

## Distribuição
Com ocorrência nos departamentos colombianos de Magdalena, Atlántico e Bolívar, e no Panamá.